# Cattle Decapitation

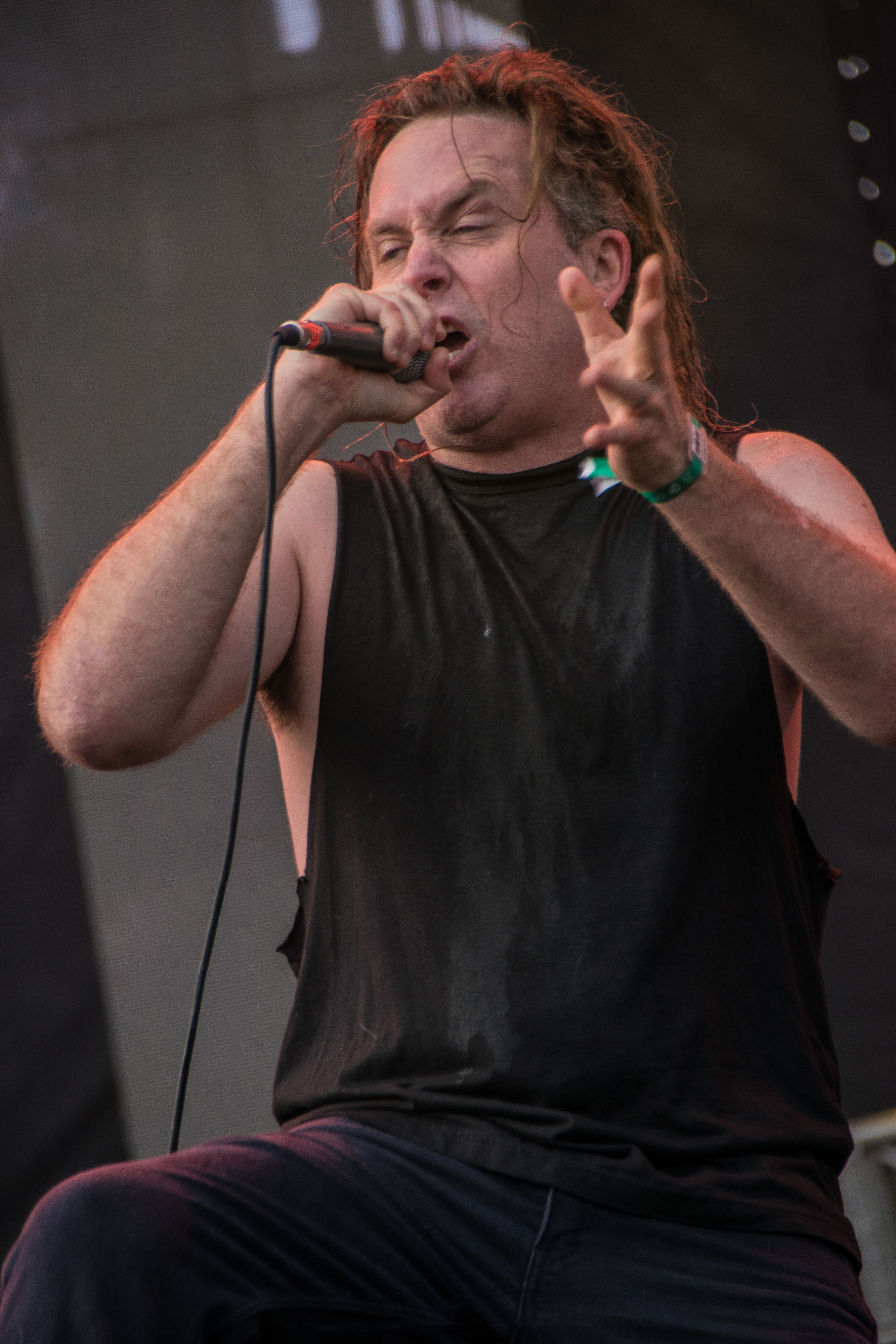
Travis Ryan v roce 2018

Cattle Decapitation je americká kapela pocházející ze San Diega v Kalifornii. Byla založena v roce 1996. Je to kapela hrající death metal až grindcore a vydává alba skrze nahrávací společnost Metal Blade Records.
Texty kapely jsou orientovány proti utrpení zvířat, proti lidem a na podporu Země a životního prostředí. V počátcích byli všichni členové kapely vegetariány, nyní pouze polovina (John Elmore a Travis Ryan). Název kapely v češtině doslova znamená Stětí dobytka.

## Diskografie
- Ten Torments of the Damned [EP] – (1996)
- Human Jerky [EP] – (1999)
- Homovore [EP] – (2000)
- To Serve Man – (2002)
- Humanure – (2004)
- Karma.Bloody.Karma (2006)
- The Harvest Floor (2009)
- Monolith of Inhumanity (2012)
- The Anthropocene Extinction (2015)
- Medium Rarities [kompilace] (2018)
- Death Atlas (2019)
- Terrasite (2023)

## Členové kapely

### Současní členové
- Travis Ryan (zpěv)
- Josh Elmore (kytary)
- Dave McGraw (bicí)
- Belisario Dimuzio (kytary)
- Olivier Pinard (baskytara)

### Bývalí členové
- Derek Engemann (baskytara)
- Scott Miller (kytary a zpěv)
- Gabe Serbian (kytary)
- Dave Astor (bicí)
- Michael Laughlin (bicí)
- Troy Oftendal (baskytara)